# Власов, Василий Евдокимович
Васи́лий Евдоки́мович Вла́сов (1915—1971) — участник Великой Отечественной войны, командир танка 108-й танковой бригады (9-й танковый корпус, 33-я армия, 1-й Белорусский фронт), старшина. Герой Советского Союза.

## Биография
Родился в 1915 году в с. Клетино (ныне — Терновский район Воронежской области) в семье крестьянина. Русский.
Образование начальное.
В Красной Армии и на фронте Великой Отечественной войны — с 1942 года. Член ВКП(б)/КПСС.
Командир танка 108-й танковой бригады старшина В. Власов отличился 29 января 1945 года при форсировании реки Одер в районе населённого пункта Одерек (ныне село Цигацице в 6 км южнее города Сулехув, Польша). Во главе группы из 7 танков захватил плацдарм на левом берегу и в течение 9 суток стойко его удерживал, пока не подошли стрелковые подразделения.
Жил и работал в Москве. Умер 30 августа 1971 года. Похоронен на Долгопрудненском кладбище (Центральная территория, участок 115) в Москве (могила утеряна).

## Награды
- Звание Героя Советского Союза присвоено 24 марта 1945 года[1].
- Награждён орденамим Ленина, Отечественной войны 1 степени, Красной Звезды и медалями.